# Астигматизъм
Астигматизмът е дефект на оптична система на човешкото око, вид аберация, при която се получава неясен образ поради липса на правилно фокусиране.

## Същност
За разлика от късогледството или далекогледството, при които образът е фокусиран, но не върху ретината, а пред или зад нея, при астигматизма образът не е равномерно фокусиран върху ретината. Причината обикновено е, че роговицата на окото (или оптичния уред) не е правилна сфера и пречупва светлинните лъчи в една плоскост по-силно, отколкото в друга. При астигматизъм е нужно постоянно носене на очила с отчитане на индивидуалните особености в пречупващата способност на всяко око. Той може да се коригира също така с контактни лещи или чрез рефракционна хирургия. Астигматизмът може да е съпроводен с късогледство или далекогледство. Астигматизмът представлява аметропия (отклонение в рефракцията на светлината от очите), при която окото не пречупва светлината еднакво в различните си сечения. Вследствие на това образите върху ретината са изкривени, деформирани и неясни. Астигматизмът бива вроден или придобит, като вроденият най-често е наследствен. 

## Видове астигматизъм
Роговичен (корнеален) дължи се на различно пречупване на роговицата в нейните сечения. Причината може да бъде деформация на роговицата или вътреочно налягане. Деформация на роговицата се получава, понякога, вследствие на мигателните движения.
Най-често се среща лещов– дължи се на отклонения в сферичната повърхност на лещата на окото. Може да се дължи и на нееднакъв тонус на цилярните нишки.
Тотален – сбор от горните два. Съществува  така наречения следоперативен астигматизъм. Той се появява като роговичен след претърпяна операция, от катаракта например.
Според възможността за корекция астигматизмът бива:
Неправилен- при него се наблюдава промяна в рефракцията, в различните сечения на роговицата и по-рядко на лещата. Причини могат да са възпалителни и язвителни изменения в роговицата, както и различни изменения в роговицата. Неговите форми са кератоконос (представлява коносовидно изпъкване на роговицата) и кератоглобус (роговицата изпъква по-силно отколкото при здраво око. Този астигматизъм може да се коригира  само с контактни лещи.
Правилен астигматизъм- при него окото има две сечения, разположени взаимно перпендикулярно. В едното сечение окото пречупва минимално, а в другото максимално. Той бива
- прост миопичен(в едното сечение очите се събират пред ретината, а в другото върху нея) ,
- прост хиперметропичен(в едното сечение лъчите се събират върху ретината, а в другото зад нея),
- сложен миопичен(и в двете сечения лъчите се събират пред ретината, но на различни места),
- сложен хиперметропичен(в двете сечения лъчите се събират зад ретината, но на различни места),
- смесен(В едното сечение лъчите се събират пред ретината, а в другото зад нея). [3]

## Диагностика
Леката форма на астигматизъм може дори да остане незабелязана. Първият симптом е леко замъглено зрение. Понякога некоригираният астигматизъм може да предизвика главоболие, преумора на очите или да изкриви или замъгли зрението.

## Причини
Астигматизмът се появява, когато роговицата има форма, подобна повече на продълговата топка за ръгби, отколкото на сферична футболна (каквато е нормалната форма). Продълговатата роговица пропуска отразените от предметите лъчи, които се фокусират върху две точки в зеницата на окото вместо само върху една, поради което образът е размазан. Много хора се раждат с продълговата роговица и това естествено довежда до зрителен проблем, който се влошава с течение на времето.

## Лечение
Астигматизмът може да се коригира с очила или контактни лещи. Много хора с астигматизъм продължават да мислят, че не могат да носят контактни лещи или че само твърдите лещи могат да коригират астигматизма. Съществуват модели меки лещи, които коригират астигматизъм. Наричат се торични лещи. Те имат специална вградена корекция, като едновременно могат да съдържат предписание за далекогледство или късогледство, ако пациентът се нуждае от това.
Съществува рефракционна хирургия за корекция на астигматизма. Решението за такава операция трябва да се вземе след обсъждане с лекар офталмолог.